# Antonio Machoni
Antonio Machoni (también conocido como Antonio Machoni de Cerdeña o de Cerdenna) (1671 - 1753). Misionero jesuita, etnógrafo y cartógrafo.

## Biografía
Nació en Iglesias (Cagliari, Cerdeña). En 1688 entró en la Compañía de Jesús, y después de su ordenación se trasladó a las Misiones del Paraguay, en 1698. En 1708 formó parte de la expedición al Chaco que organizó Esteban de Urízar, entonces gobernador español del Tucumán. En 1711 se desempeña en la reducción de indígenas lules de San Antonio de Valbuena, y en 1714 funda la reducción de San Esteban de Miraflores, al oeste de la anterior. Fue profesor, y posteriormente rector, del Colegio Máximo de Córdoba hasta 1728, año en que es enviado a España y a Roma como procurador de la Provincia jesuita. Regresa al Río de la Plata en 1733 en compañía de otros 30 misioneros, y en 1739 es designado provincial de la Provincia Jesuítica del Paraguay, permaneciendo en ese cargo hasta 1743. Falleció en Córdoba del Tucumán en 1753.

## Obras
- Arte y vocabulario de la lengua lule, y tonocote compuestos con facultad de sus superiores por el Padre Antonio Machoni de Cerdeña. En Madrid : Por los Herederos de Juan García Infanzon, 1732.
- Las siete estrellas de la mano de Jesus, Por el Padre Antonio Machoni de la Compañía de Jesús, natural de Cerdeña, Rector del Colegio Máximo de Córdoba del Tucumán y Procurador General à Roma por su Provincia del Paraguay... Impresso en Cordoba: en el Colegio de la Assumpcion por Joseph Santos Balbàs, 1731
- El nuevo superior religioso instruido en la practica, y arte de governar por varios dictámenes de la religiosa prudencia, sacados de la Sagrada Escriptura, Santos Padres.... Puerto de Santa Maria: D. Roque Gómez Guiraun, 1750
- Mapa de las provincias jesuíticas paraguayas
- Mapa en Descripción Chorographica [...] del Gran Chaco... del padre Lozano, 1733.

- Datos: Q1132094